# Duché de Silésie
1138–1335
Entités précédentes :
- Royaume de Pologne

Entités suivantes :
- Royaume de Bohême

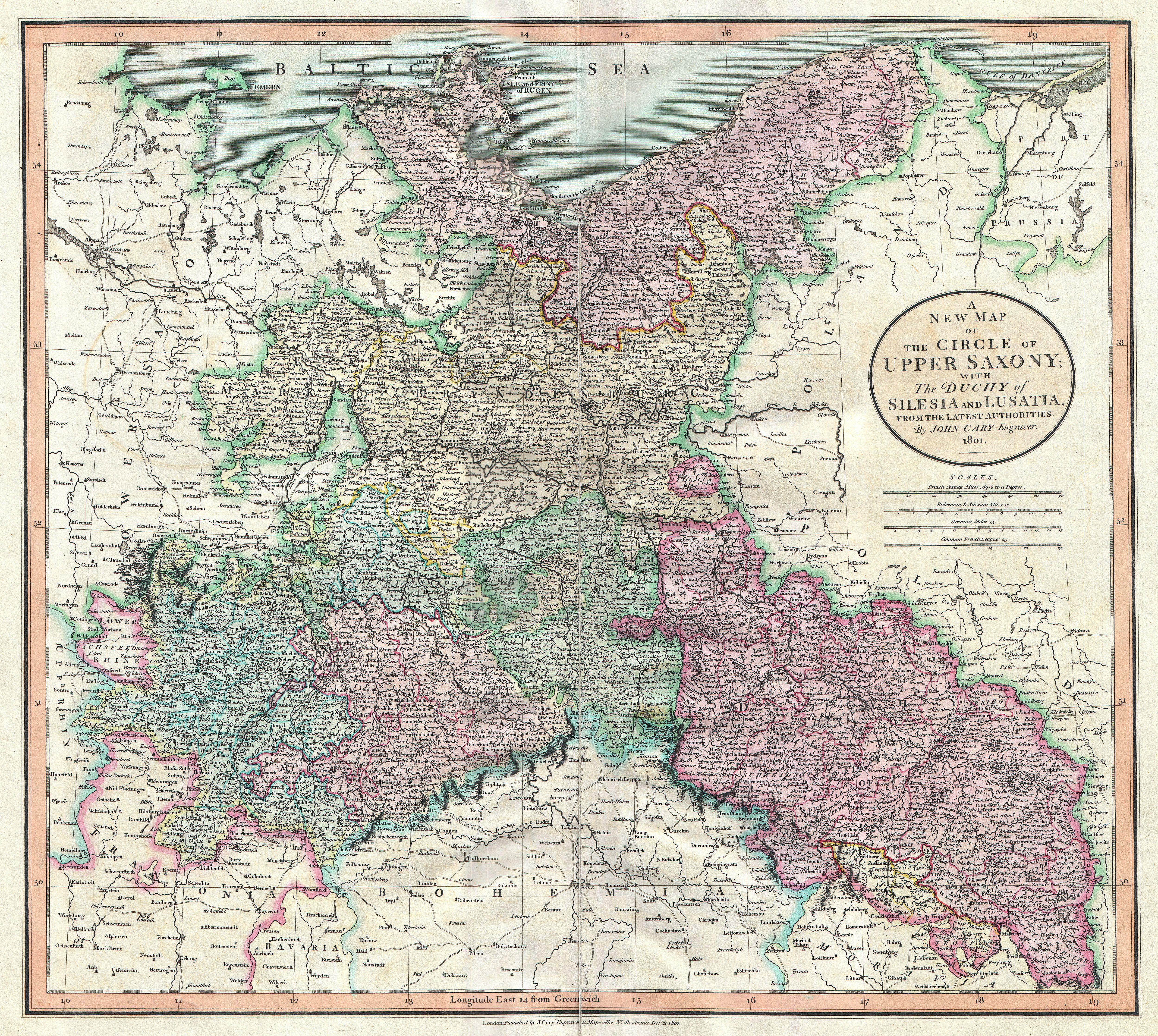
Les duchés silésiens (en rose, au sud-est) dans le cercle de Haute-Saxe.

Le duché de Silésie est un ancien duché médiéval, correspondant à la région historique de Silésie, aujourd’hui en Pologne. Breslau en est la capitale. Le duché est issu du démembrement territorial du royaume de Pologne après le décès du duc Boleslas III Bouche-Torse en 1138. À partir de l'année 1249, il se divisa en une pluralité de petites principautés. En 1327, le duché de Breslau (ce qui reste du duché de Silésie) ainsi que la plupart des autres duchés gouvernés par la dynastie Piast de Silésie sont intégrés aux états de la couronne de Bohême. L'acquisition est finalisée en 1335, lorsque le roi polonais Casimir III de Pologne, par le traité de Trenčín, renonce à ses droits sur la Silésie en faveur du roi Jean Ier de Bohême.
En 1748, à l'issue de la guerre de Succession d'Autriche, le traité d'Aix-la-Chapelle reconnait l'annexion de la Silésie par la Prusse.

## Géographie
Le duché s'étend au sud ouest de la Pologne, sur le cours supérieur et central de l'Oder. Il était bordé au nord par le duché de Grande-Pologne et à l'est par le duché de Cracovie (Petite-Pologne). Au sud, il confinait avec le duché de Bohême et le margraviat de Moravie, gouvernés par la dynastie des Přemyslides, ainsi que, à l'ouest, avec la marche de Lusace (Basse-Lusace) et la Haute-Lusace.
Les principaux affluents de l'Oder dans la Silésie sont l'Olza, la Nysa Kłodzka, la Ślęza et la Bystrzyca. À l'extrême ouest, les rivières Bóbr et Kwisa devinrent la limite frontalière avec la Lusace. En outre, la Vistule prend sa source dans les Beskides de Silésie au sud-est. La frontière sud avec la Bohême et la Moravie est en plus grande partie parallèle à la crête de la montagne Sudètes jusqu'à la porte de Moravie, avec le point culminant de la Śnieżka (1 602 m) dans les monts des Géants.
Avec les séparations, les régions historiques de la Basse- (Breslau) et Haute-Silésie (Opole) se développaient. Le territoire qui constituait l'ancien duché fait aujourd'hui partie de la république de Pologne, également avec de plus petits territoires en République tchèque et en Allemagne.

## Histoire
Depuis la fin du Xe siècle, le royaume de Pologne des premiers Piasts a dû batailler ferme avec les ducs de Bohême pour la suprématie en Silésie. Il faut attendre l'année 1137 pour qu'un traité de paix, par l'intermédiaire de l'empereur Lothaire III, fixe la frontière entre les deux états le long des Sudètes.

### Création
Pour éviter un conflit de succession, le duc Boleslas III, duc de Pologne depuis 1102, divise son duché en quatre provinces héréditaires (Mazovie, Cujavie, Grande-Pologne et Silésie), qu'il répartit entre ses quatre fils (Ladislas II le Banni, Boleslas, Mieszko et Henryk). Un cinquième duché, la province Seniorate (Petite-Pologne ou duché de Cracovie), ayant pour capitale Cracovie, est réservé à l'aîné de ses fils, qui selon le principe du séniorat, devient duc princep de toute la Pologne. Le testament de Boleslas III Bouche-Torse marque ainsi le début du démembrement territorial de la Pologne (rozbicia dzielnicowego en polonais).

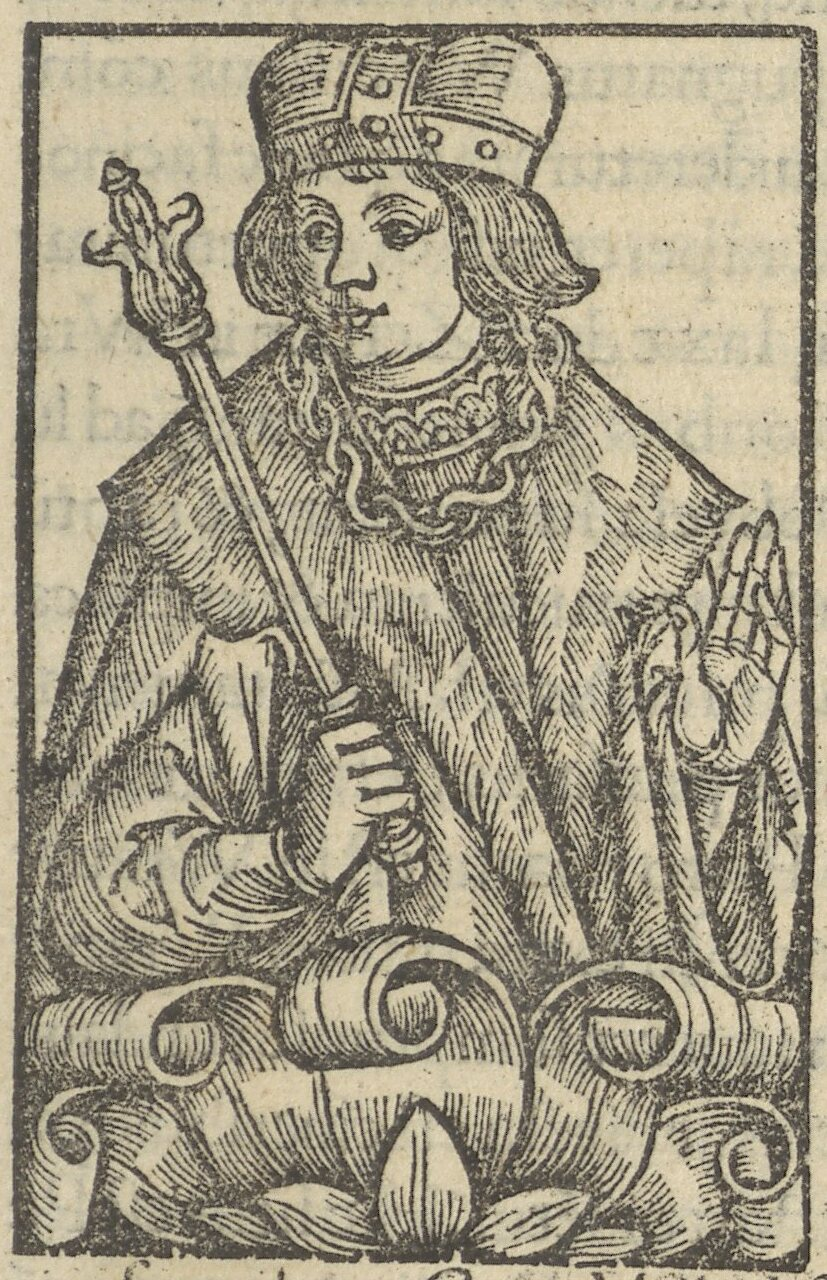
Ladislas II le Banni, l'ancêtre des Piast de Silésie (Chronica Polonorum du Vincent Kadlubek, 1205/07)

Étant l'aîné, Lasdislas reçoit la province seniorate, qui à sa mort devra revenir au senior de la dynastie Piast. Mais il reçoit également, à titre personnel et héréditaire, le duché de Silésie avec Breslau pour capitale. Néanmoins, Lasdislas ne parvient pas à prendre le contrôle de toute la Pologne. En 1146, ses demi-frères le bannissent. Boleslas IV, (deuxième fils de Boleslas III), duc de Mazovie, devient duc princep.

### Premier partage
En 1163, les trois fils de Lasdislas, soutenus par l'empereur Frédéric Barberousse, rentrent en Pologne et obligent Boleslas IV à restaurer leur patrimoine. En 1173, après dix ans de règne en commun, ils finissent par se partager le duché de Silésie : 
- Boleslas Ier dit le Long reçoit les terres autour de Breslau, Liegnitz et Opole. En 1180, il accorde le Duché d'Opole à son fils Iaroslav.
- Mieszko Ier dit Jambes mêlées reçoit le duché de Ratibor, ainsi que Bytom et Oświęcim.
- Konrad Ier, le plus jeune, réclame lui aussi sa part et reçoit de son frère Boleslas le duché de Glogau (qui revient à Boleslas à la mort de Konrad).

À la mort de Boleslas en décembre 1201, Henryk Ier son dernier fils survivant hérite de toutes ses terres. Il entre bientôt en conflit avec ses parents Piast et avec ses voisins allemands. En 1202, il doit faire face à l'invasion de son oncle Mieszko Ier, qui n'est toujours pas satisfait du partage de 1173 et qui a annexé le territoire de Iaroslav d'Opole. Ce territoire restera la propriété des descendants de Mieszko Ier.
En 1206, Henryk Ier trouve un accord avec Lasdislas III, grand-duc de Pologne, et échange le territoire de Lubusz contre la région de Kalisz en Grande-Pologne. Le plan est remis en cause quand Lasdislas III perd le seniorat et que Lubusz est occupée par les troupes de Konrad II, margrave de Lusace. À la mort du margrave en 1210, Henri Ier récupère Lubusz, mais à partir de 1221, il doit encore défendre son territoire contre les attaques de Louis IV, landgrave de Thuringe.
En 1230, à la mort de son cousin le duc d'Opole, Kazimierz Ier, fils de Mieszko Ier, Henryk agit en tant que protecteur de ses neveux mineurs. C'est donc lui qui gouverne l'ensemble de la Silésie. En 1232, il devient grand-duc de Pologne, et à sa mort en 1238, son fils Henryk II lui succède. La volonté de Boleslas III de rassembler toute la Pologne semble enfin se réaliser.

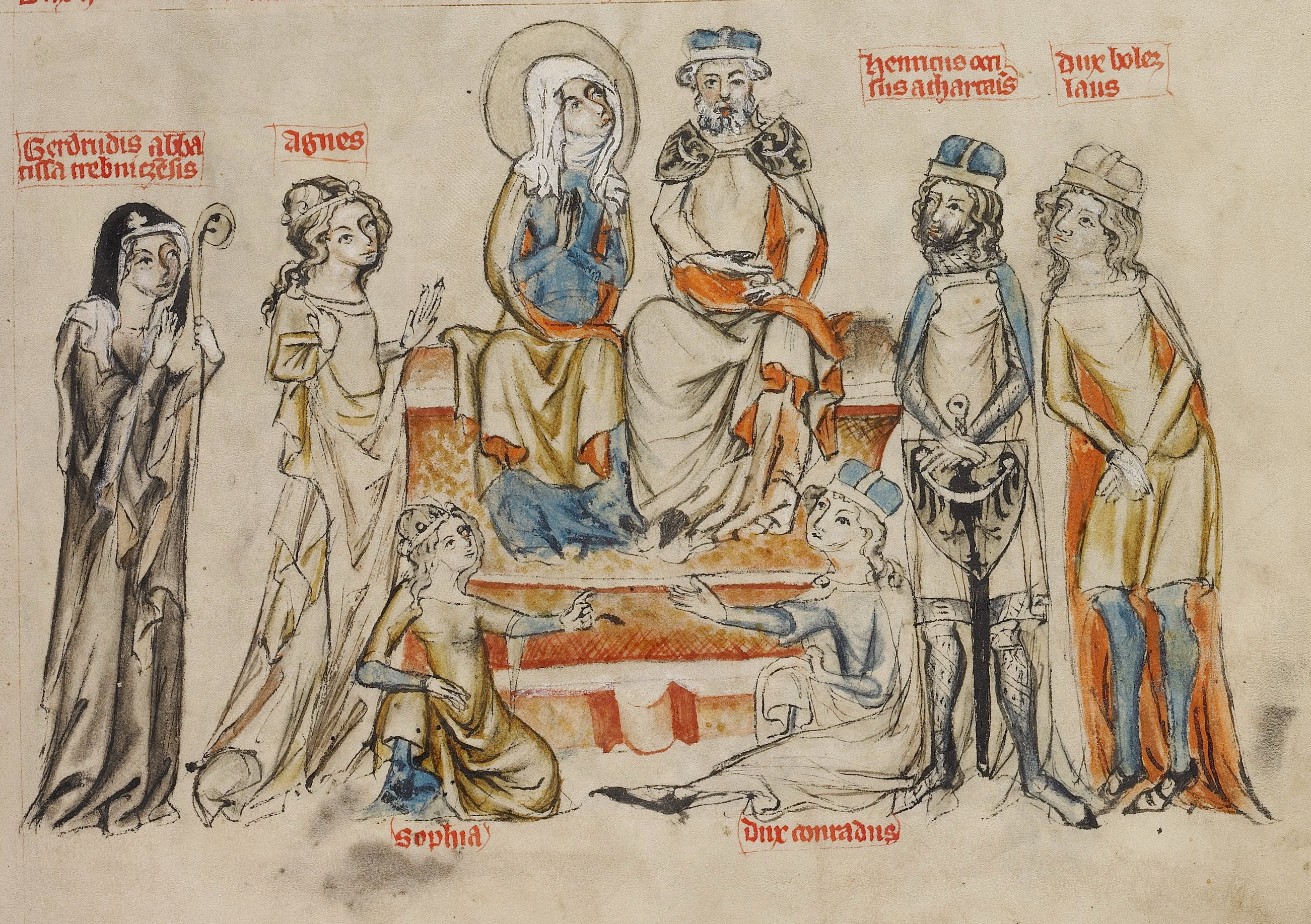
La famille d'Henri Ier et Edwige de Silésie (Vita beatae Hedwigis, 1353)

En 1239, Henri II abandonne la régence de la Haute-Silésie à son cousin Mieszko II. Il doit à nouveau défendre Lubusz, cette fois contre les forces des margraves de Brandebourg. En 1241, il donne Lubusz à son frère Mieszko. Les espoirs d'une réunification de la Pologne sous la coupe des Piast de Silésie s'envolent avec le début des invasions mongoles et la mort d'Henryk II, en 1241, à la bataille de Legnica.

### Fragmentation
Son fils aîné, Boleslas II le Chauve, ne parvient à conserver la suprématie que quelques mois et c'est Konrad Ier de Mazovie qui lui succède comme duc de Pologne. Conrad sera à son tour évincé deux ans plus tard au profit de Boleslas V le Pudique. À la mort de Mieszko, en 1242, Boleslas II récupère Lubusz. En 1247, il est contraint par la noblesse de partager le pouvoir avec son frère Henri III le Blanc. Cette collaboration ne dure pas. L’année suivante, les deux frères scindent le duché en deux parties. Boleslas s’approprie la région de Glogau et de Liegnitz, qui devient sa capitale, créant ainsi le duché de Liegnitz. Il laisse la région de Breslau à Henryk, créant ainsi le duché de Breslau. La guerre entre les deux frères semble inévitable. Pour financer son armée, Boleslas II cède Lubusz à l'archevêque de Magdebourg, tandis que Henryk s'allie avec le margrave de Misnie. La guerre n’aura pourtant pas lieu, car leur jeune frère Conrad II de Głogów, avec l'aide de Przemysl Ier de Grande-Pologne, s’attaque à Boleslas, qu'il vainc en 1251. Boleslas lui cède alors le duché de Glogau.
Le morcellement du duché de Silésie se poursuit au cours des générations suivantes et accompagne le morcellement de la Pologne (en). En 1270, Henri IV, fils d'Henryk III le Blanc, hérite de son oncle Lasdislas, archevêque de Salzbourg, et reçoit le duché de Breslau. En 1288, il devient même duc de Pologne. Henryk IV meurt en 1290 sans descendance. Son cousin Henryk V le Gros, fils aîné de Boleslas II le Chauve lui succède. Il parvient à rassembler les duchés de Breslau et de Liegnitz. Mais à sa mort 1296, ses possessions sont de nouveau partagées entre ses fils.

Carte du Saint-Empire romain germanique avec la Silésie (en rouge) au sein de la couronne de Bohême (en rose) en 1618.

En 1327, Henryk VI le Bon, second fils d'Henri V le Gros, sous la pression de la noblesse de Breslau, fait allégeance à Jean Ier de Bohême. En échange de l'usufruit la région de Kłodzko ainsi qu’une rente confortable, Henryk VI signe même, en 1335, un acte d'héritage par lequel il laisse tous ses territoires à Jean Ier de Bohême. Il meurt trois mois plus tard. La même année, Kazimierz III de Pologne, n'ayant lui non plus pas d'enfant, renonce par le traité de Trenčín à tous ses droits sur la Silésie au profit du royaume de Bohême. Le duché entre donc dans les territoires de la couronne de Bohême. 

## Cartes
Les cartes suivantes illustrent le morcellement du duché de Silésie en une vingtaine de petits duchés indépendants.

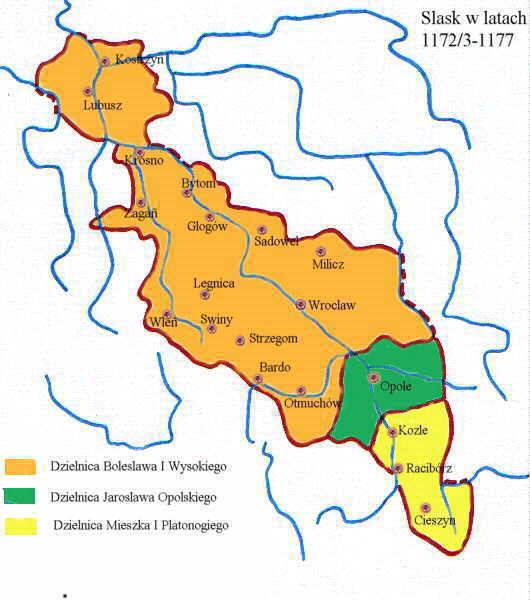
1172/3-1177
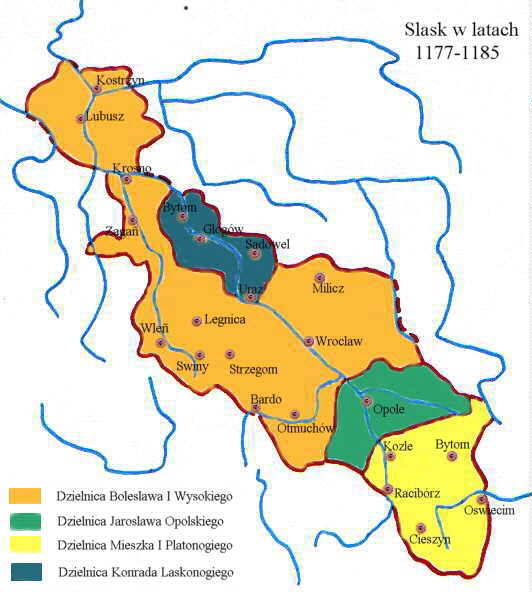
1177-1185
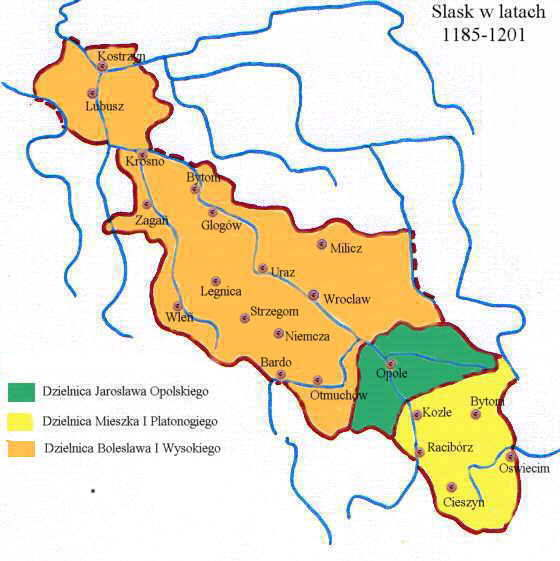
1185-1201
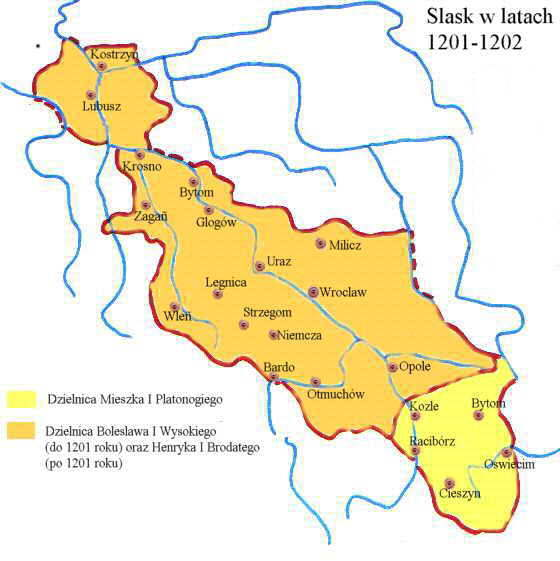
1201-1202
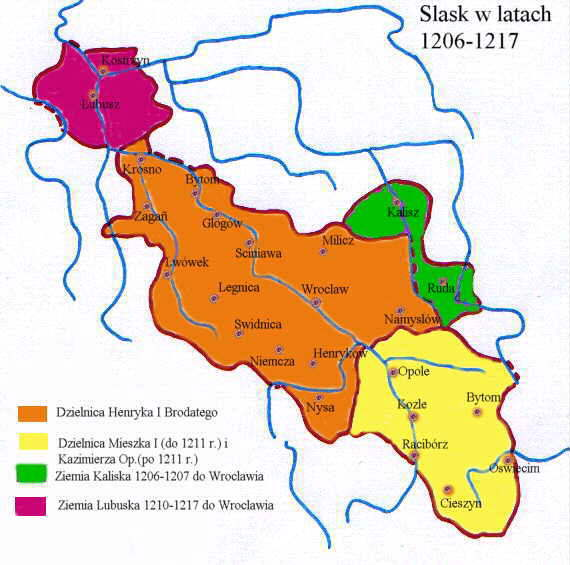
1206-1217
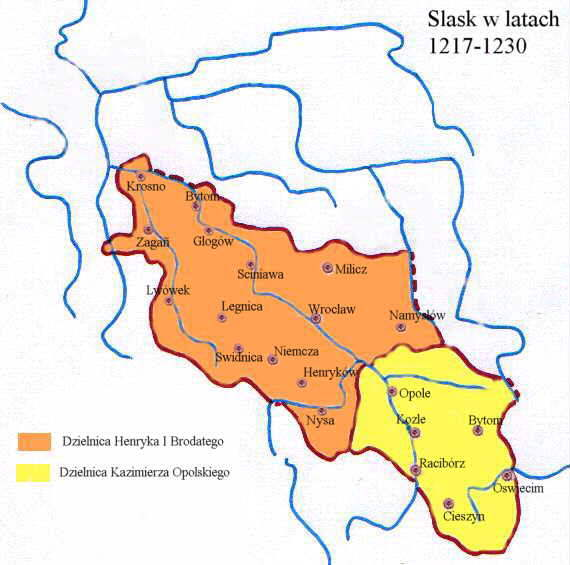
1217-1230
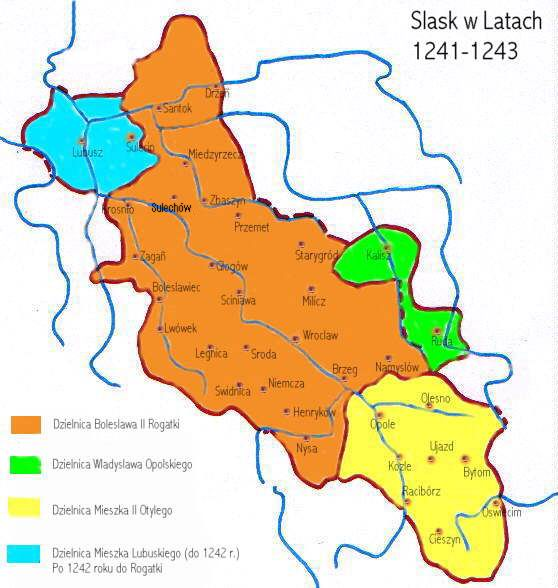
1241-1243
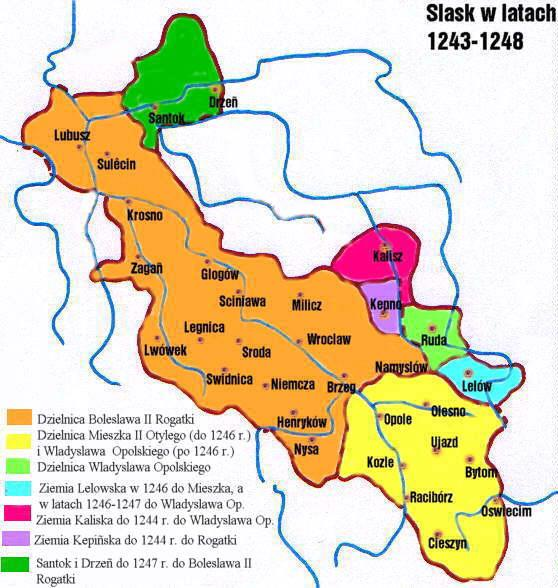
1243-1248
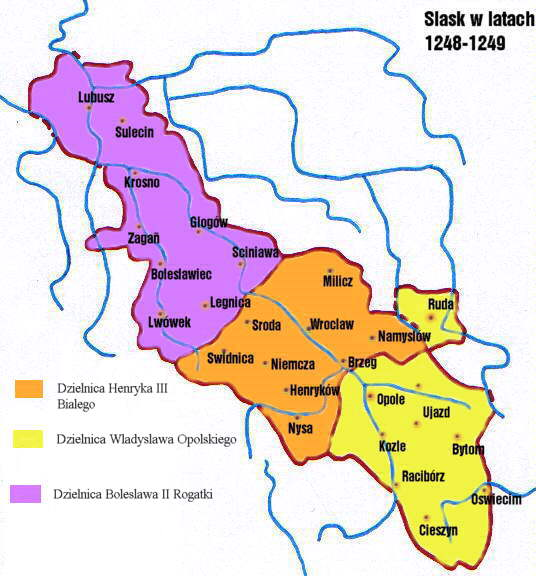
1248-1249
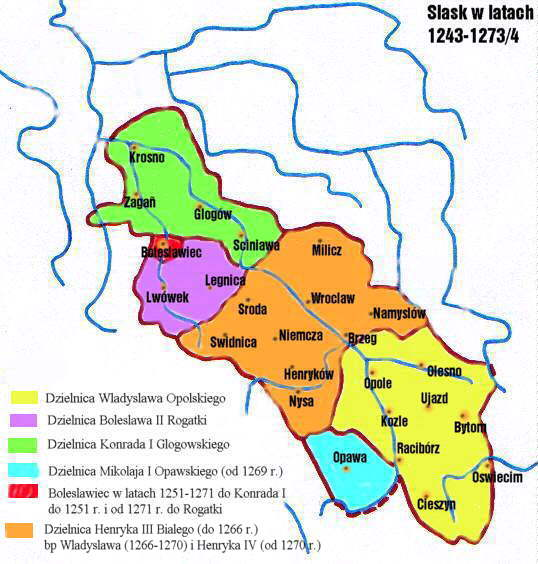
1249-1273
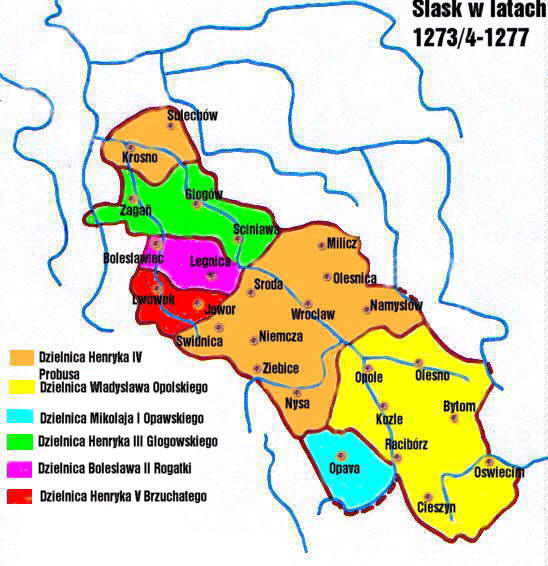
1273-1277
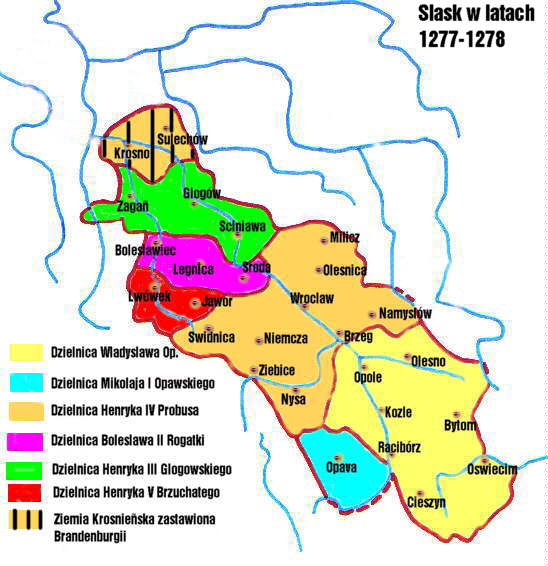
1277-1278
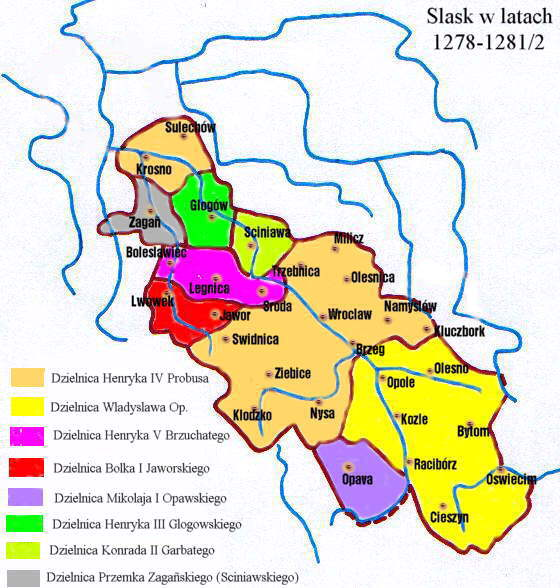
1278-1281
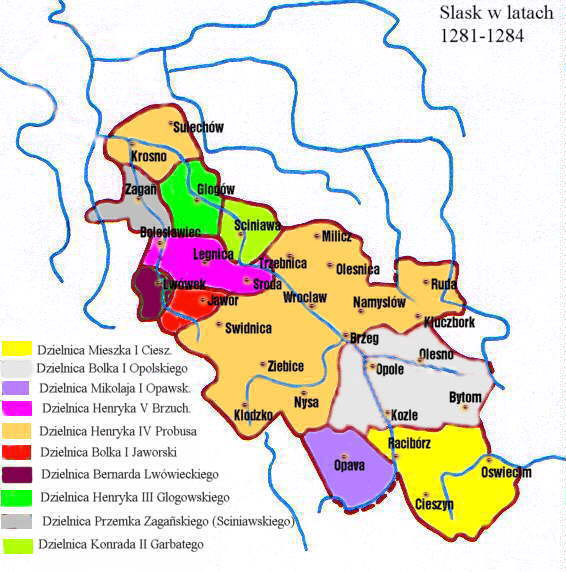
1281-1284
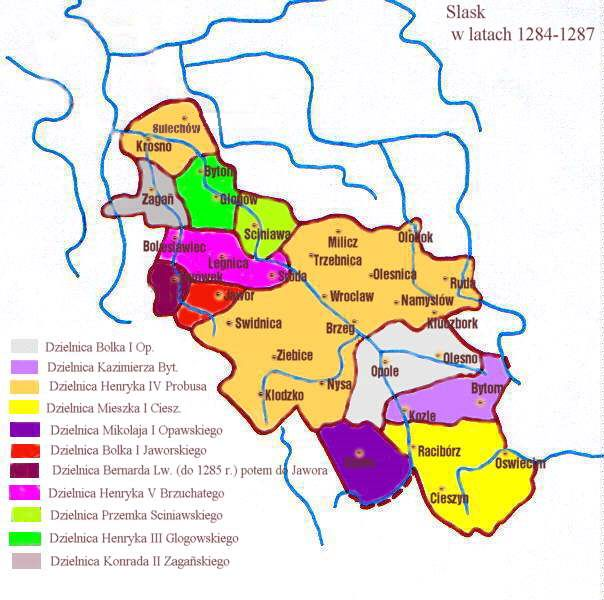
1284-1287
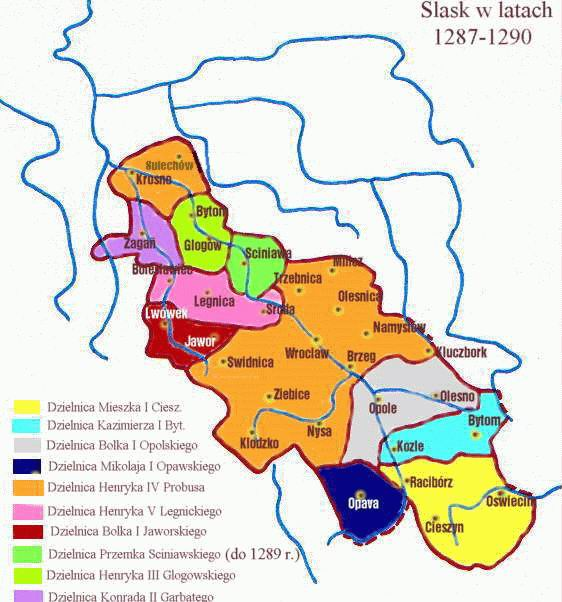
1287-1290
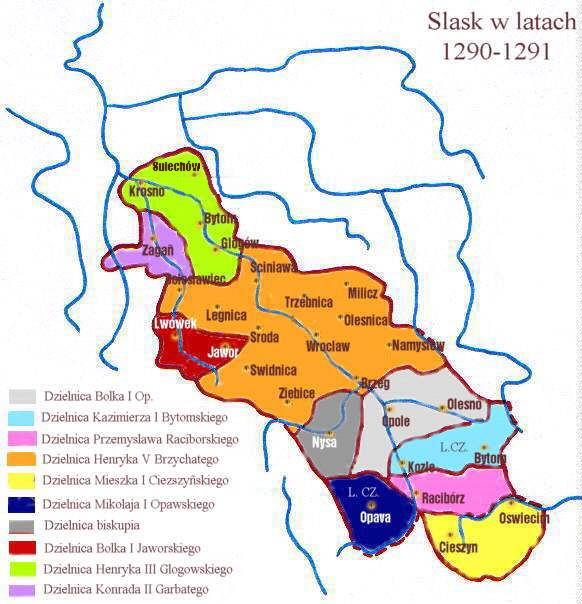
1290-1291
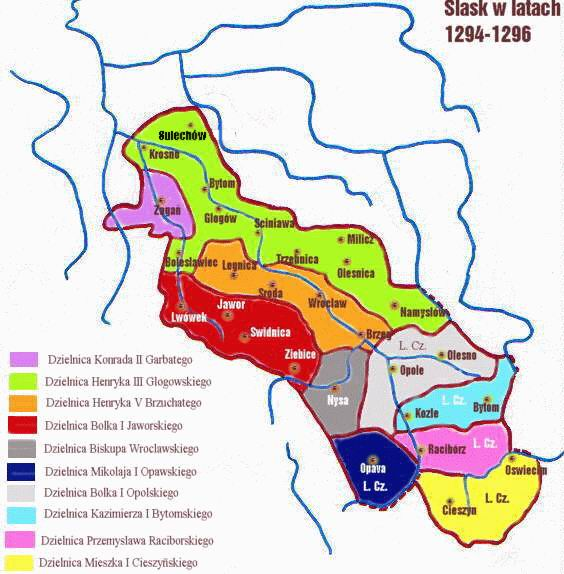
1294-1296
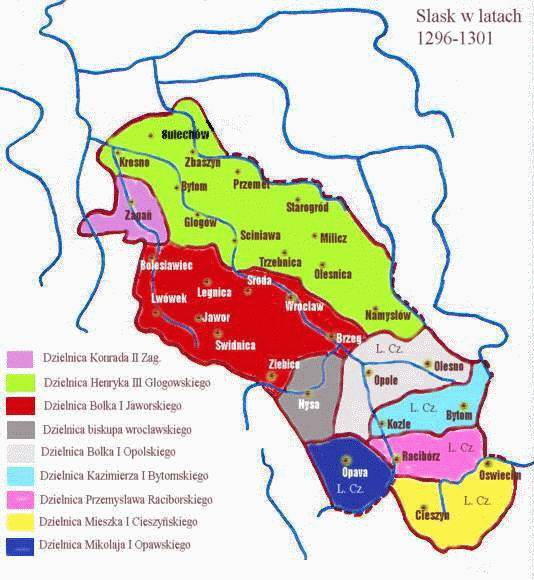
1296-1301
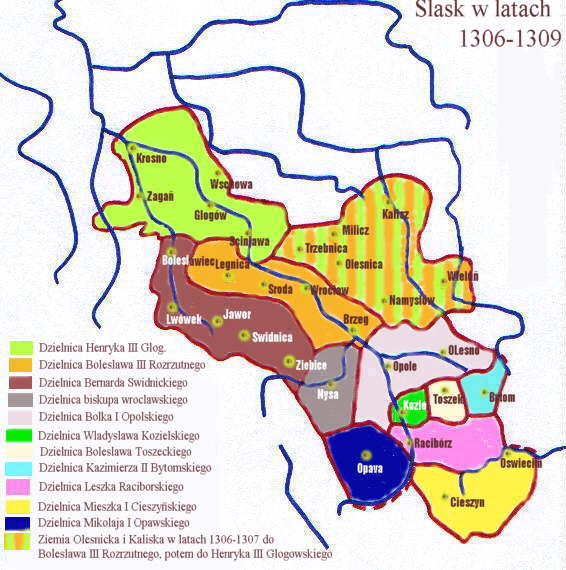
1306-1309
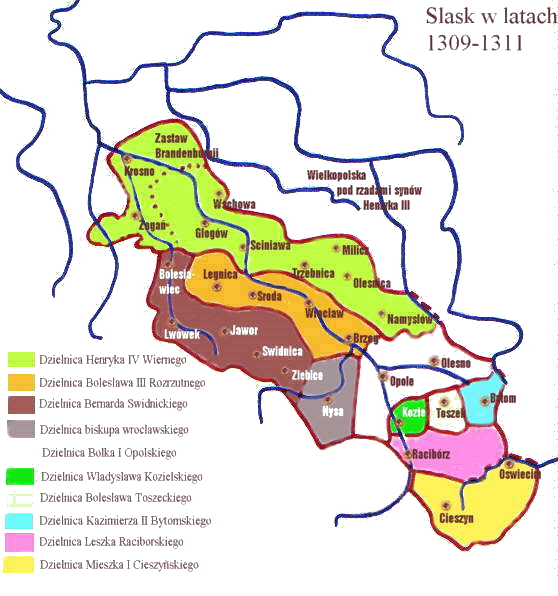
1309-1311
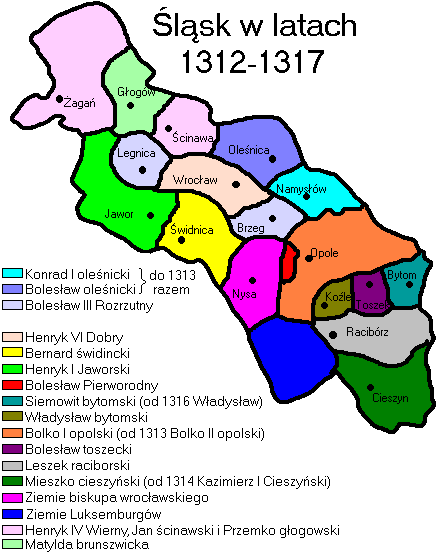
1312-1317
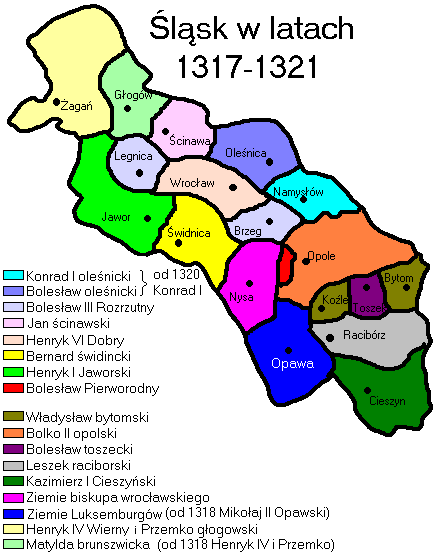
1317-1321
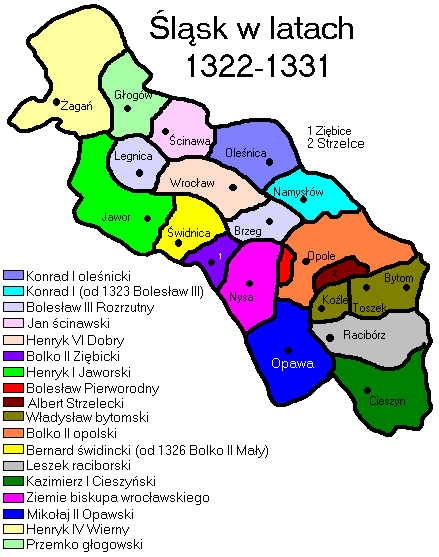
1322-1331

## Sources
- (en) Cet article est partiellement ou en totalité issu de l’article de Wikipédia en anglais intitulé « Duchies of Silesia » (voir la liste des auteurs).